# Har Sansan
Har Sansan (hebreiska: הר סנסן) är ett berg i Israel.   Det ligger i distriktet Jerusalem, i den centrala delen av landet. Toppen på Har Sansan är 715 meter över havet.
Terrängen runt Har Sansan är kuperad. Runt Har Sansan är det tätbefolkat, med 356 invånare per kvadratkilometer. Närmaste större samhälle är Jerusalem, 15,0 km nordost om Har Sansan. Trakten runt Har Sansan består till största delen av jordbruksmark.